# یواس‌اس الا (اس‌پی-۱۶۷۶)
یواس‌اس الا (اس‌پی-۱۶۷۶) (به انگلیسی: USS Ella (SP-1676)) یک کشتی بود که طول آن ۳۲ فوت (۹٫۸ متر) بود. این کشتی در سال ۱۹۰۲ ساخته شد.